# Estación de Gamla stan
Gamla stan es una estación del metro de Estocolmo localizada en el distrito de Gamla stan. En ella prestan servicio las líneas roja y verde. La estación se abrió el 24 de noviembre de 1957 como parte de la conexión entre Slussen y Hötorget en la línea verde. El 5 de abril de 1964, el primer tramo de la línea Roja, entre T-Centralen y Fruängen fue inaugurado.